# درة هداوند (مقاطعة دورود)
درة هداوند (بالفارسية: دره هداوند) هي قرية تقع في قسم جان الريفي (مقاطعة دورود) في إيران. يقدر عدد سكانها بـ 24 نسمة بحسب إحصاء 2016.